# Марчино (община Пробищип)
 Тази статия е за селото в Северна Македония.  За селото в България вижте Марчино.  
Марчино или Маричино (на македонска литературна норма: Марчино) село в община Пробищип, Северна Македония.

## География
Землището на Бунеш е 5,99 km2, от които земеделската площ е 551 хектара – 252 хектара обработваема земя, 141 хектара пасища и 158 хектара гори.

## История
В XIX век Марчино е изцяло българско селце в Кратовска кааза на Османската империя. Църквата „Свети Илия“ е от 1812 година. Не е изписана.
Според статистиката на Васил Кънчов („Македония. Етнография и статистика“) към 1900 година в Маричино живеят 200 жители, всички българи-християни.
В началото на XX век българското население на селото е под върховенството на Българската екзархия. По данни на секретаря на екзархията Димитър Мишев („La Macédoine et sa Population Chrétienne“) през 1905 година в Маричино (Maritchino) има 272 българи екзархисти.
През октомври 1910 година селото пострадва по време на обезоръжителната акция на младотурците. Няколко души са убити и ранени от властите.
При избухването на Балканската война в 1912 година 6 души от Маричино са доброволци в Македоно-одринското опълчение.
Според преброяването от 2002 година селото има 26 жители (12 мъже и 14 жени), в 15 домакинства и 37 къщи.

## Личности
Родени в Марчино
- Георги Монев Васев (1870 – след 1943), македоно-одрински опълченец, 1-ва рота на 3-а солунска дружина;[7] на 8 март 1943 година като жител на Марчино подава молба за българска народна пенсия, която е одобрена и пенсията е отпусната от Министерския съвет на Царство България[8]
- Георги Псалтиров (1895 – 26 май 1925), български революционер, деец на ВМРО[9]
- Димитър Стефанов (1899 – 1970), български революционер, терорист на ВМРО[10]
- Мане Тасев (1882 – 1922), деец на ВМРО, загинал в сражение със сръбски части на 8 юли 1922 година[11]
- Милан Иванов Тимев (1888 – ?), македоно-одрински опълченец, 2 рота на 3 солунска дружина.[12] За отличие в боевете през Първата световна война е награден с орден „За храброст“, III степен.[13]
- Симеон Станков, български революционер, четник на Дончо Ангелов в 1915 година[14]